# Raymond Benson
Raymond Benson (Texas, 6 de setembro de 1955) é um autor estadunidense melhor conhecido por ter sido o oficial autor dos romances de James Bond de 1997 a 2003. Benson nasceu em Midland, Texas e se formou na Permian High School em Odessa em 1973. Quando no ensino fundamental, Benson mostrou interesse com o piano, o que viria a tornar-se um interesse em compor músicas. Benson também fez parte de um drama na escola e tornou-se o vice-presidente do departamento de dramas no ensino médio de sua escola, um interesse que mais tarde ele seguiu ao ser o diretor de produções teatrais. Outros hobbies incluem filmes, escrever e produzir jogos para computador